# Moses Hazen
Pour les articles homonymes, voir Hazen.

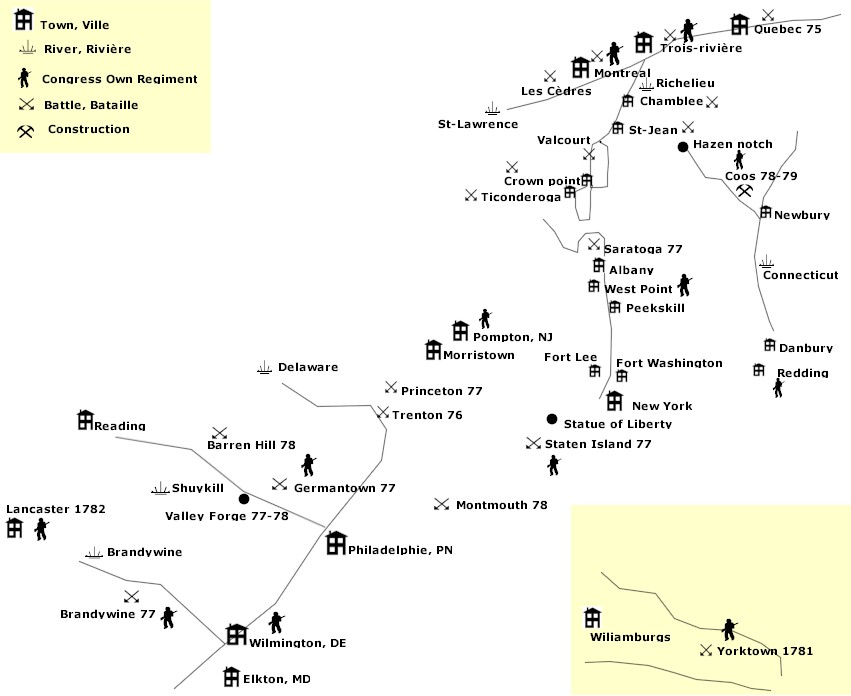
Déplacement de son régiment

Moses Hazen (1er juin 1733 – 5 février 1803) était un Américain vivant au Québec qui s'est battu du côté des Américains pendant la Révolution américaine. Il a servi dans le 2e régiment canadien au sein de l'armée continentale américaine.

## Guerre de Sept Ans
Hazen est né à Haverhill, Massachusetts. Pendant la guerre de Sept Ans, il a servi en tant qu’officier dans le régiment des rangers de Robert Rogers à Louisbourg et à la bataille des plaines d'Abraham. 
Hazen était à la bataille de Sainte-Foy, où il fut blessé sérieusement.

## Révolution américaine
En 1776, Moses Hazen a reçu une commission comme colonel du 2e régiment canadien. Il avait rejoint les Américains après avoir été fait prisonnier par les deux côtés. Le 11 décembre 1779, le général George Washington  a ordonné au colonel Timothy Bedel de créer un autre régiment à Coös, aujourd'hui Newbury (Vermont), pour aider le colonel Moses Hazen, afin d'assister le général Jacob Bayley dans la préparation d'une route d'invasion vers le Canada.
Le colonel Hazen a pris part à la bataille de Brandywine et à la bataille de Yorktown.